# Junctichela
Junctichela is een geslacht van kreeftachtigen uit de klasse van de Ostracoda (mosselkreeftjes).

## Soorten
- Junctichela gracilis (Scott, 1905) Kornicker & Caraion, 1978
- Junctichela lex Kornicker in Kornicker & Thomassin, 1998
- Junctichela margalefi Kornicker & Caraion, 1978
- Junctichela pax Kornicker, Iliffe & Harrison-Nelson, 2002
- Junctichela similis (Scott, 1905) Kornicker & Caraion, 1978